# Костел Пресвятого Серця Господня на Виноградах
Костел Пресвятого Серця Господнього (чеськ. Kostel Nejsvětějšího srdce Páně) — католицький храм у Празі в районі Виногради на площі Їржі з Подебрад. Архітектор Йоже Плечник. Храм освячений 8 травня 1932 року в честь Найсвятішого Серця Ісуса, що символізувало подяку Господу за отримання незалежності та збереження влади.
У 2010 році церква була внесена до списку національних пам'яток культури Чеської Республіки. У 2014 році за ініціативою уряду Словенії, муніципального району Прага 3 та міністерства культури Чехії церква була номінована на статус пам'ятки UNESCO. Гіларі Френч у своїй книзі «Історія архітектури» внесла Церкву Пресвятого Серця Господнього до списку восьми грандіозних споруд в історії людства.

## Історія
На початку XX століття існуючого костелу святої Людмили стало не вистачати для району Виногради, і міська влада виділили ділянку землі під будівництво нового храму. Архітектурний конкурс був оголошений 1919 року, хоча «Товариство за будівництво другого храму Пресвятого Серця Господнього в Королівських Виноградах» (чеськ. Spolek pro vybudování druhého chrámu Páně na Královských Vinohradech) було створено ще в березні 1914 року. Архітектор Плечник не брав участі в конкурсі, тільки його учні; пізніше вони звернулись до професора з проханням розробити проєкт.
У 1927 році Плечник представив ескіз. Спочатку архітектор планував більш широку забудову території житловими будинками, школою і тріумфальною аркою. Врешті-решт, відмовившись від масштабних планів, він знизив бюджет у три рази. Плечник розробив три варіанти проекту, при тому що він не був претендентом на перемогу в конкурсі. Плечник підготував також плани перебудови площі Їржі з Подебрад, але вони були реалізовані лише частково і не пережили споруди метро і підземних бомбосховищ.
28 жовтня 1928 року на честь десятиліття появи чехословацької держави було закладено перший камінь. Роботи тривали до 1932 року і фінансувалися фондом Карла Бепти (чеськ. Beptovská nadace).
8 травня 1932 року кардинал Карел Кашпар урочисто освятив церкву, в тому числі шість дзвонів. Під час Другої світової війни п'ять з них (крім найменшого) були зняті. Два дзвони повернулися до храму тільки в 1992 році.
Плечник навчався у Відні в Отто Вагнера, і в його творінні втілилися багато естетичних принципів архітектури модерну. Довгий час в XX столітті творчість Плечника не викликала інтересу, і про храм не було інформації. З одного боку може здатися, що будівля продовжує традиції класицизму середини XIX століття, але гігантський сюрреалістичний годинник і нестандартна вежа докорінно спотворюють композицію. Для Плечника не було єдиного чільного стилю, він був сам собі господарем і застосував форми архітектури останніх двох століть.

## Архітектура

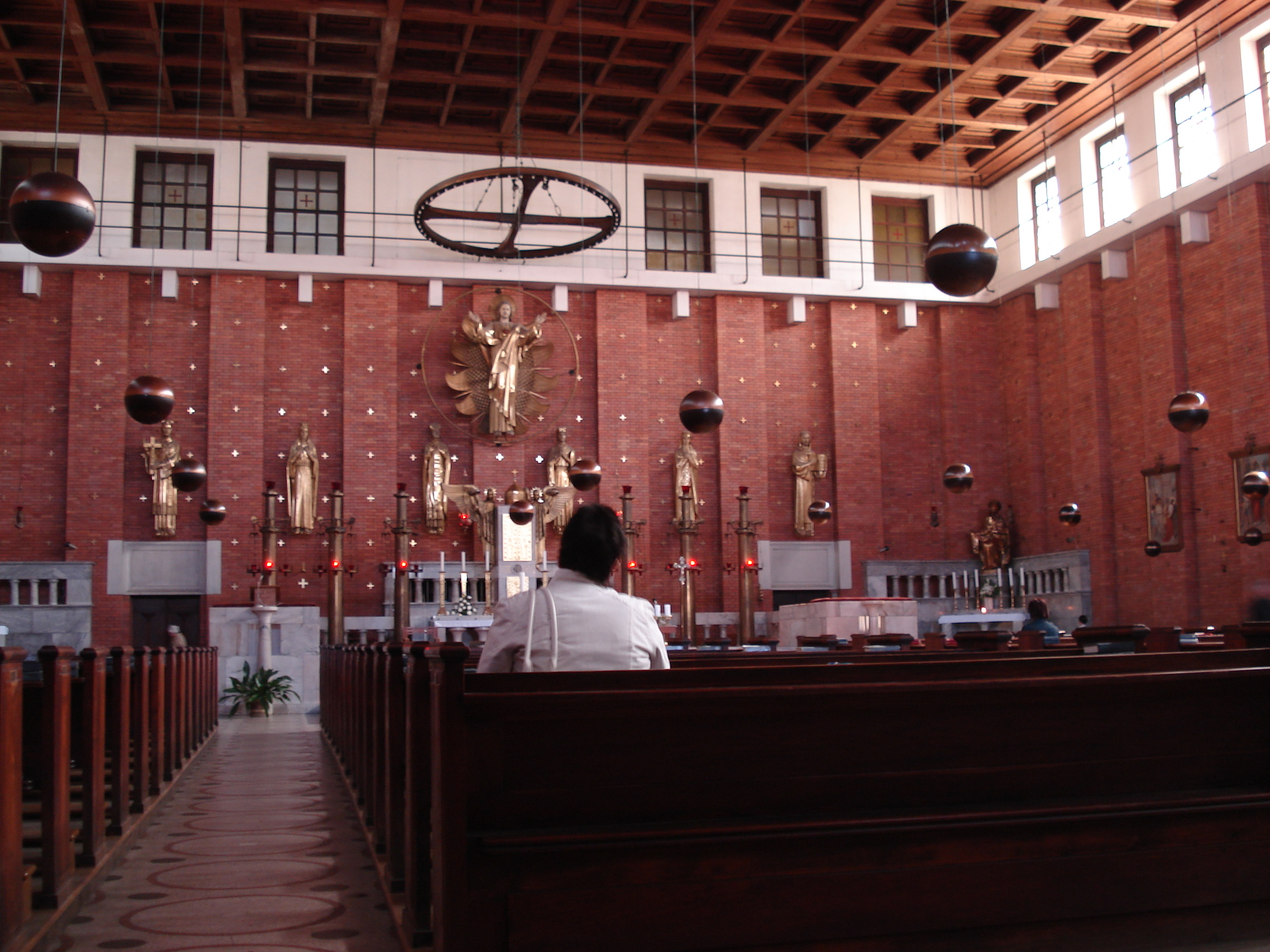
Інтер'єр храму

Храм є вкрай нетиповим для будівель такого роду. Будівлі притаманна простота форм і композиції. Церква являє собою центральний неф прямокутної базилікальної церкви з клересторієм. Біля входу із західної сторони двері і вікна увінчані статуями Доброго пастиря, Богородиці з немовлям і Богородиці Оранти. Східна сторона будівлі примітна масивною баштою на всю ширину, що підноситься над рівнем дахів району. У вежі знаходиться гігантський годинник діаметром 7,6 метра, найбільший у Празі і один з найбільших у Центральній Європі. Прозорі циферблати також виконують функцію вікон, які освітлюють довгий зигзагоподібний пандус, що веде до дзвіниці. Вікна розташовуються у верхній частині стін. Стіни нахилені всередину. Фасад прикрашений цегляними виступами.
Будівля церкви включає багато елементів королівської символіки, бо вона стала домінантою району «Королівські Виногради». Наприклад, виступаючі камені на фасаді є знаком королівської мантії із горностаю, цибулинка на вершині вежі позначає державу. Плечник одночасно працював і на Празькому Граді. Він використав деякі уламки від Собору святого Віта в облаштуванні крипти.

## Інтер'єр
Інтер'єр храму функціональний, але при цьому вишуканий і урочистий. Площина стін підкреслена пілястрами. Уздовж стін розташовуються дерев'яні статуї чеських святих, а посередині вівтарної стіни височить монументальна статуя Христа, творіння Д. Песана.

## Галерея

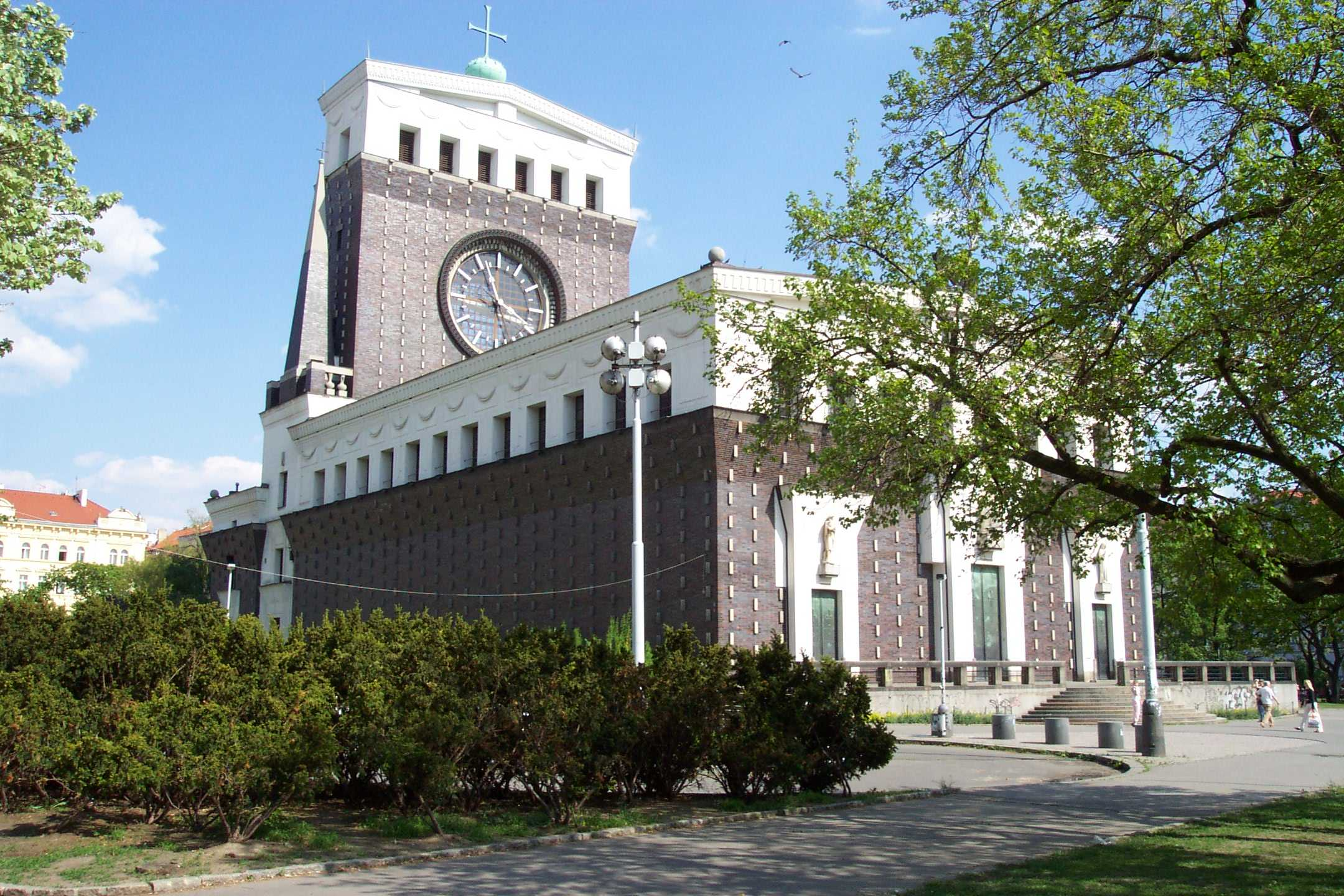
Костел Пресвятого Серця Господня у Празі
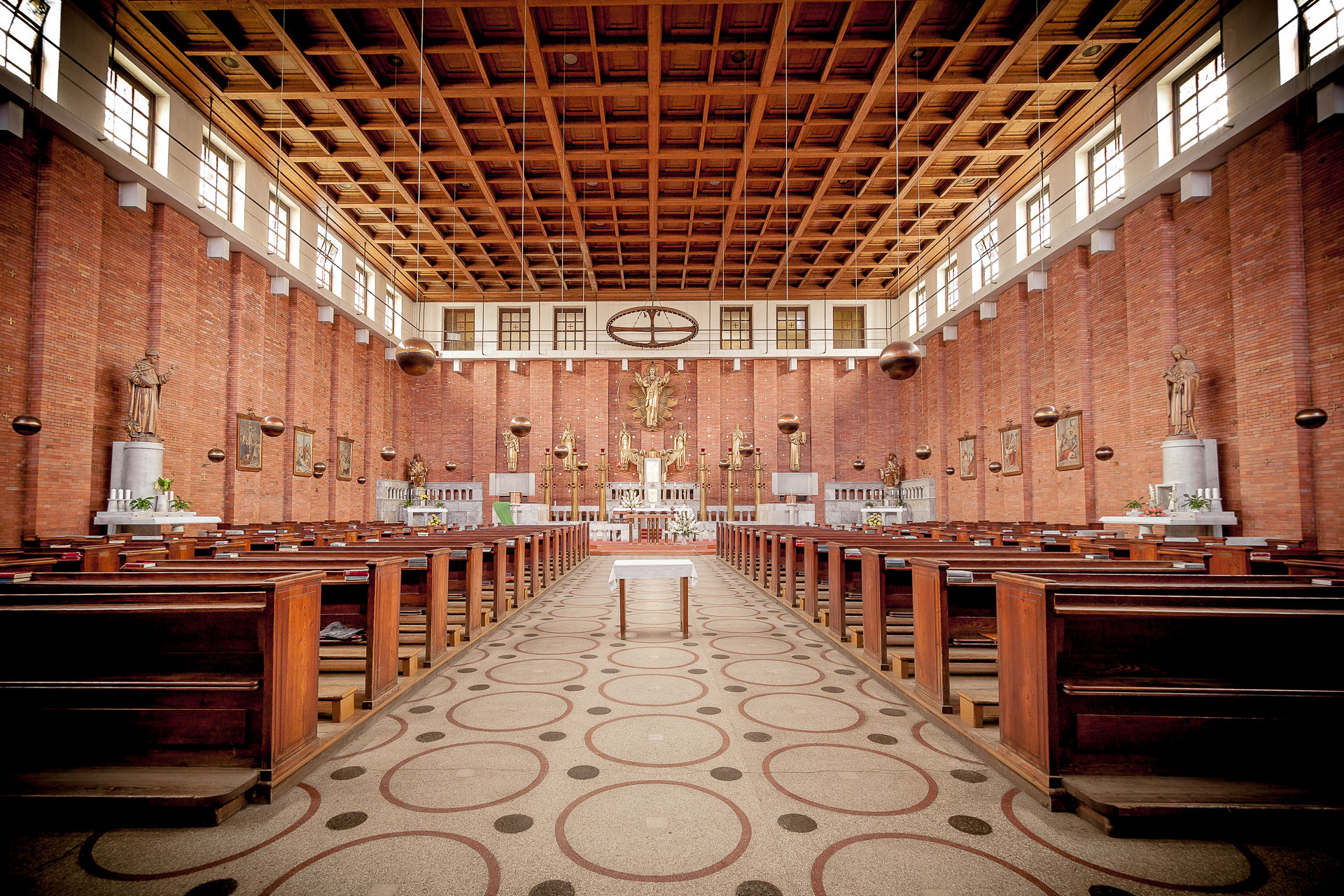
Інтер'єр
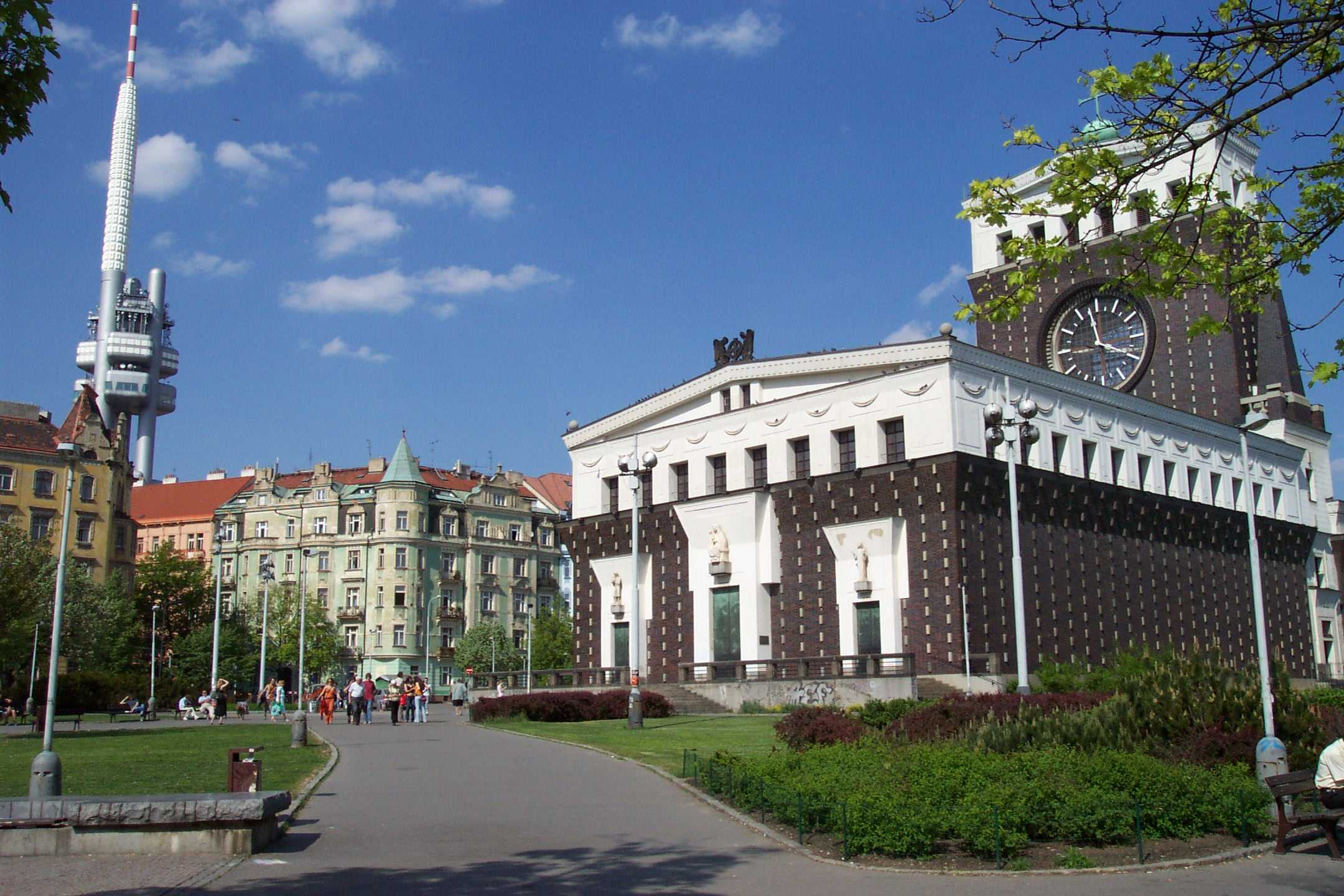
Мікрорайонбіля костелу
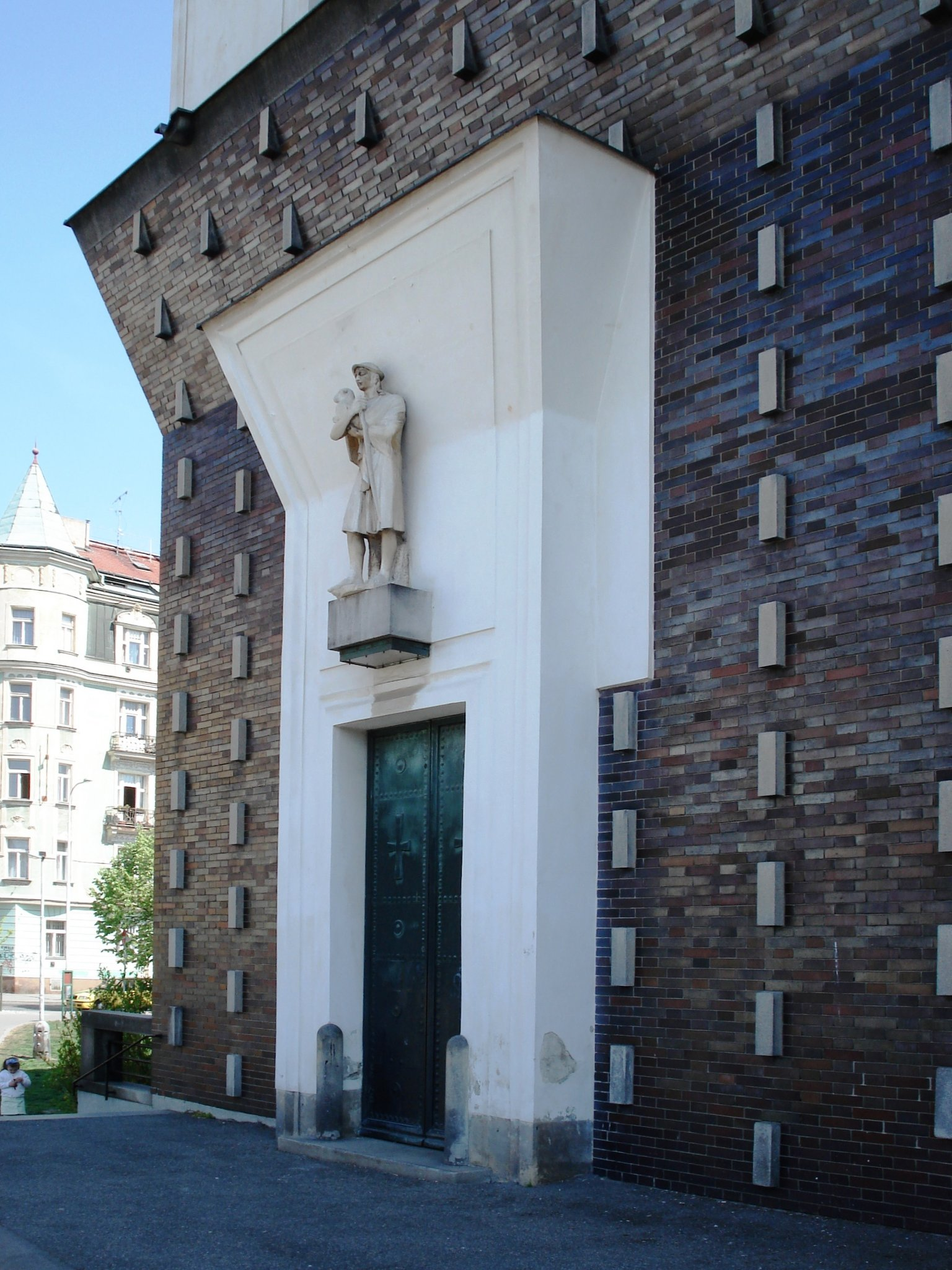
Зовнішнє оздоблення
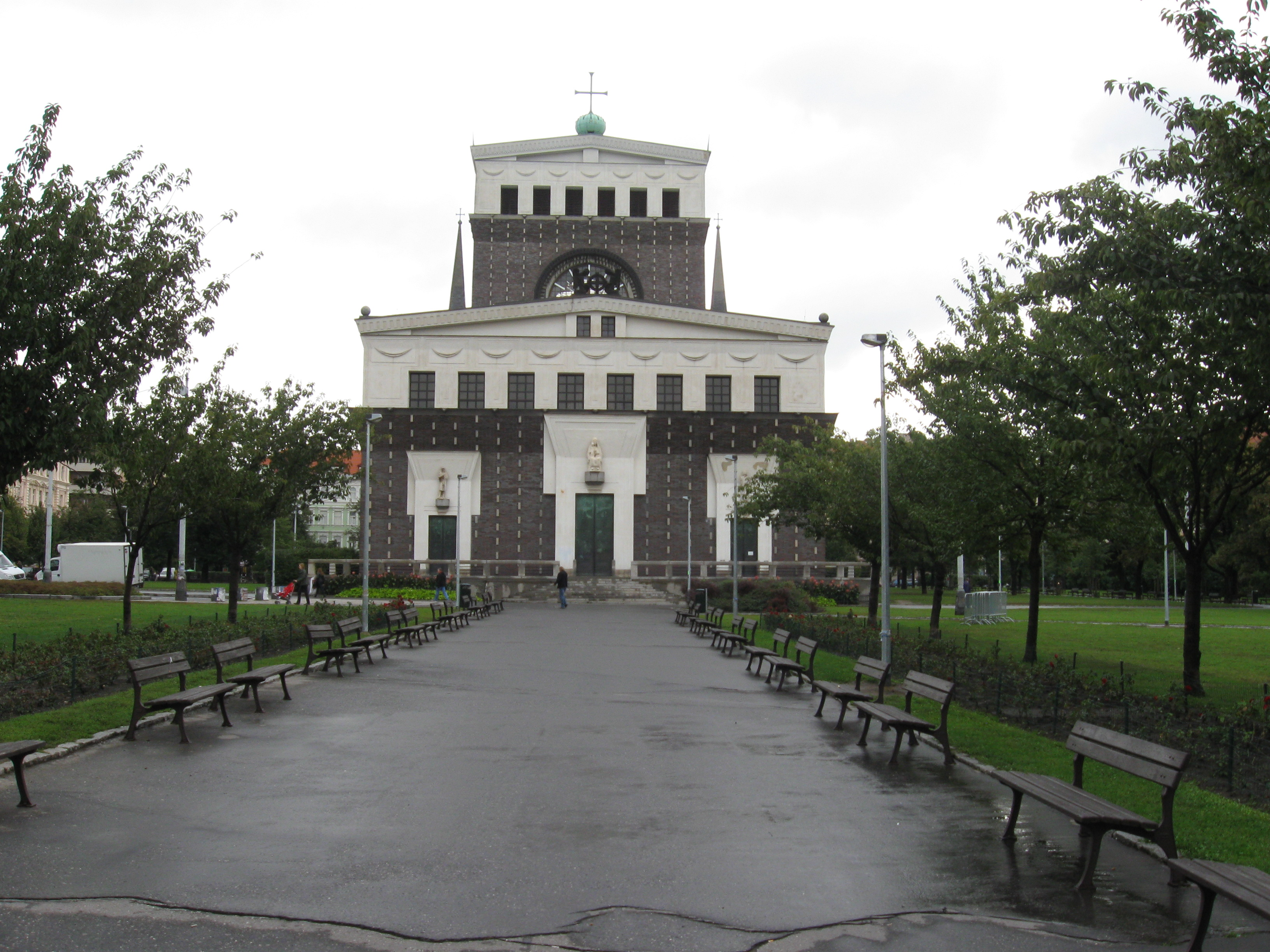
Фасад церкви
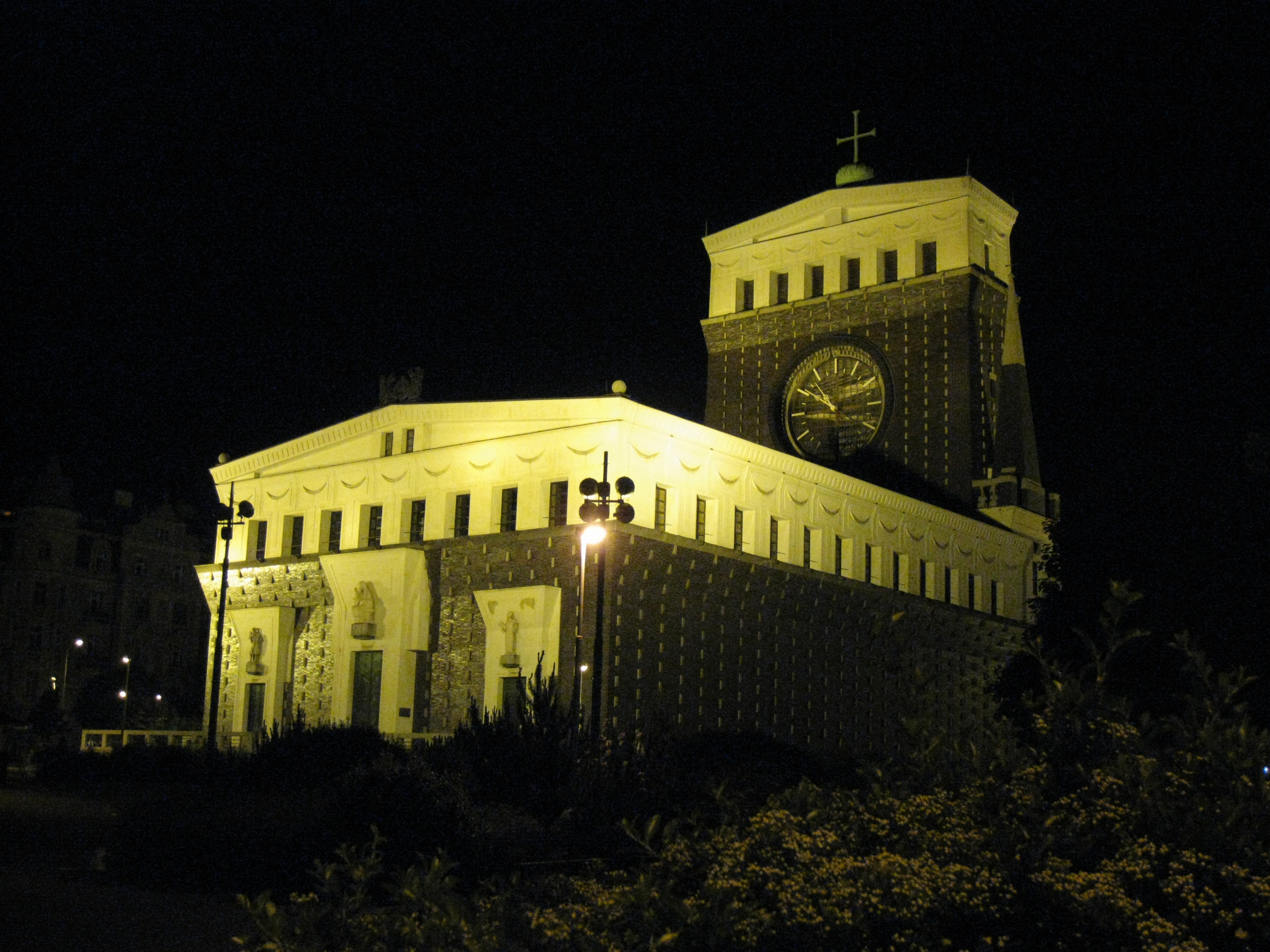
Вид на нічну церкву
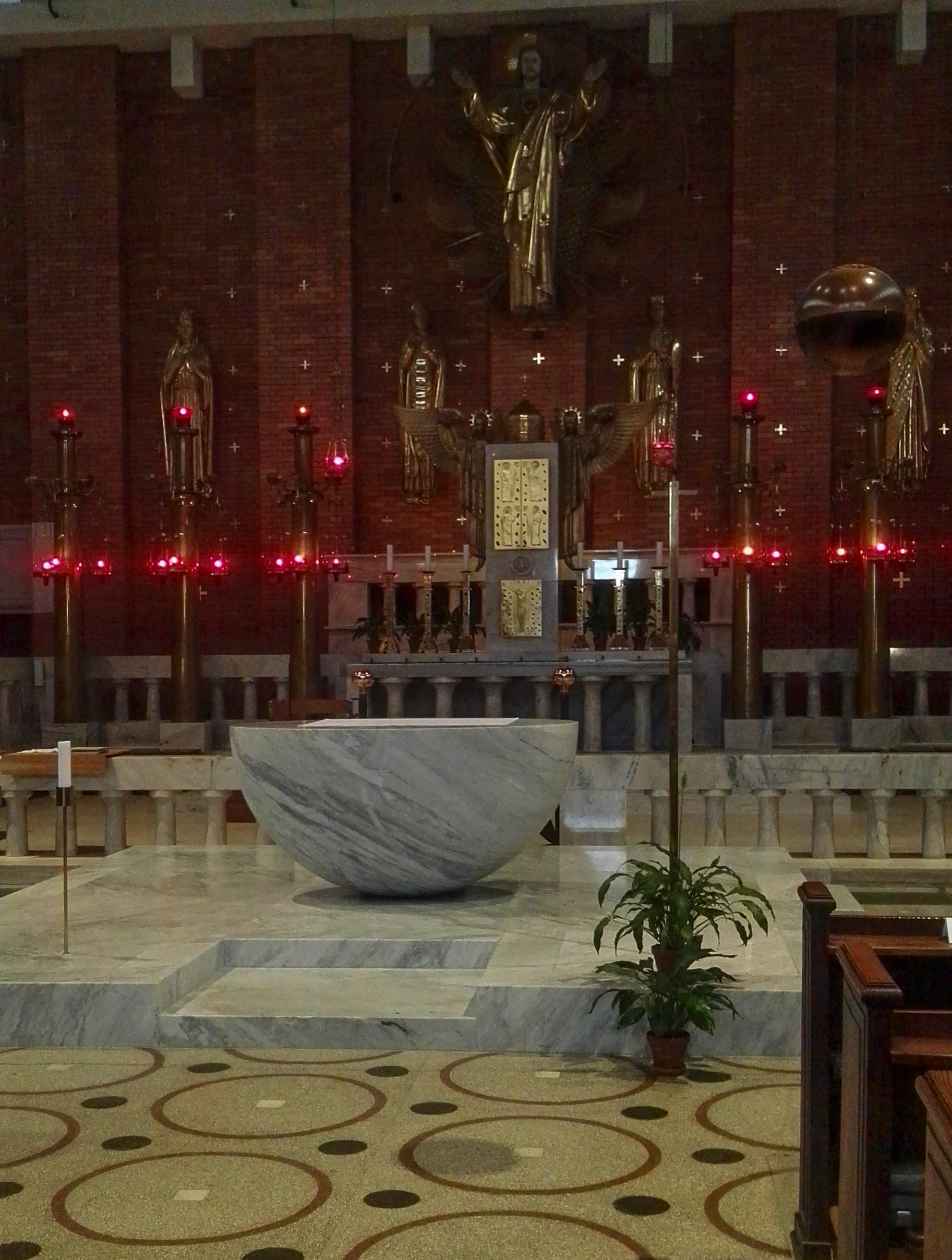
Вівтар після реконструкції 2018 року